# Palazzo Municipale (Avezzano)
Il Palazzo Municipale di Avezzano è situato in piazza della Repubblica, nel centro urbano della città abruzzese. È sede del comune di Avezzano.

## Storia

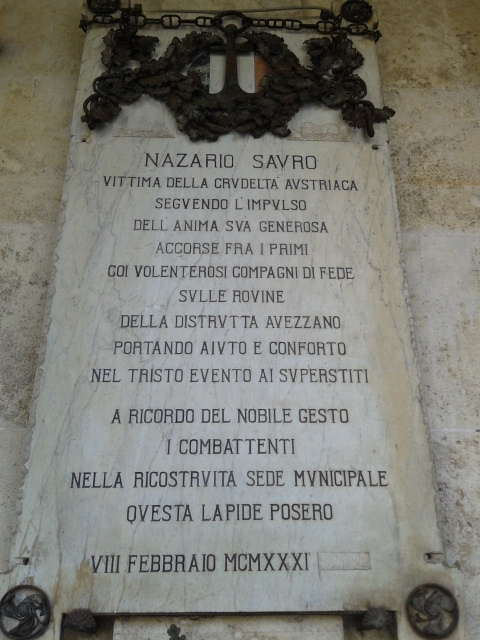
Lapide commemorativa in ricordo di Nazario Sauro

La costruzione del municipio, progettato in stile neogotico tra il 1917 e il 1919 dall'ingegnere Sebastiano Bultrini, ebbe inizio il 2 luglio 1921 nelle adiacenze del sito che ospitava precedentemente al terremoto della Marsica del 1915 il palazzo Ciccotti, non distante dal luogo dove era collocato il palazzo Mattei-Minicucci che ospitava la sala comunale. Il nuovo edificio fu inaugurato nella prima metà degli anni venti e completato definitivamente il 15 dicembre 1927, circa tredici anni dopo il sisma che rase quasi completamente al suolo la città di Avezzano. Le procedure del completo collaudo del nuovo edificio terminarono nel 1936. 
In occasione dell'emergenza causata dal terremoto l'attività comunale proseguì in un prefabbricato donato dal comune di Roma e acquisito dalla giunta di Ercole Nardelli, primo sindaco dopo il drammatico evento del 1915.
Nella prima fase della ricostruzione di Avezzano la nuova sede municipale, così come altre opere pubbliche, dovette scontare alcuni problemi di ordine burocratico che ne rallentarono il completamento. Nel 1925 il commissario prefettizio, il ragioniere Raffaele Flamingo, affidò il completamento dell'opera alla ditta del cavaliere Paolo Ciocci dopo lo scioglimento dell'Unione Edilizia Nazionale, prima affidataria dei lavori con delibera del 20 marzo 1920 a firma del facente funzioni, Francesco Benigni.
Furono deliberate inoltre alcune opere nel piazzale antistante la nuova sede municipale in favore della ditta di Elia Micangeli che nel 1931, a lavori conclusi, appose una targa raffigurante gli stemmi del comune e del fascismo.
Con l'inaugurazione del municipio il commissario prefettizio approvò il progetto delle decorazioni della sala consiliare, che dovevano evidenziare il nuovo regime e la ricostruzione della città, che nel frattempo aveva velocemente recuperato l'indice demografico di 11.000 abitanti.
In alcuni locali sotterranei del nuovo palazzo vennero collocati nel 1935 i reperti del museo lapidario marsicano, istituito ufficialmente il 5 giugno 1888 e trasferito nel 2012 presso il polo espositivo Aia dei Musei.
Nel 1936 il podestà Silvio Bonanni firmò una transazione con il pittore messinese Ferdinando Stracuzzi, che aveva vinto il concorso per la realizzazione nell'arco di sei mesi di un grande quadro con i simboli littori e di due dittici laterali, uno che doveva rappresentare la bonifica del Fucino, l'altro la ricostruzione di Avezzano. Le opere, che furono al centro di polemiche sia per la lunga durata di circa 5 anni, sia per la tecnica pittorica murale che fu adottata al posto dei dittici, furono realizzate da Ciro Mantegna sui bozzetti dell'artista siciliano. 
A causa dei bombardamenti che durante la seconda guerra mondiale devastarono la città appena ricostruita, il palazzo subì danni non irreparabili. 
Nel 1946 il sindaco del dopoguerra Antonio Iatosti affidò al pittore Francesco Antonio Bianchi il compito di sostituire i simboli fascisti con elementi raffiguranti fiori e grano.

## Descrizione

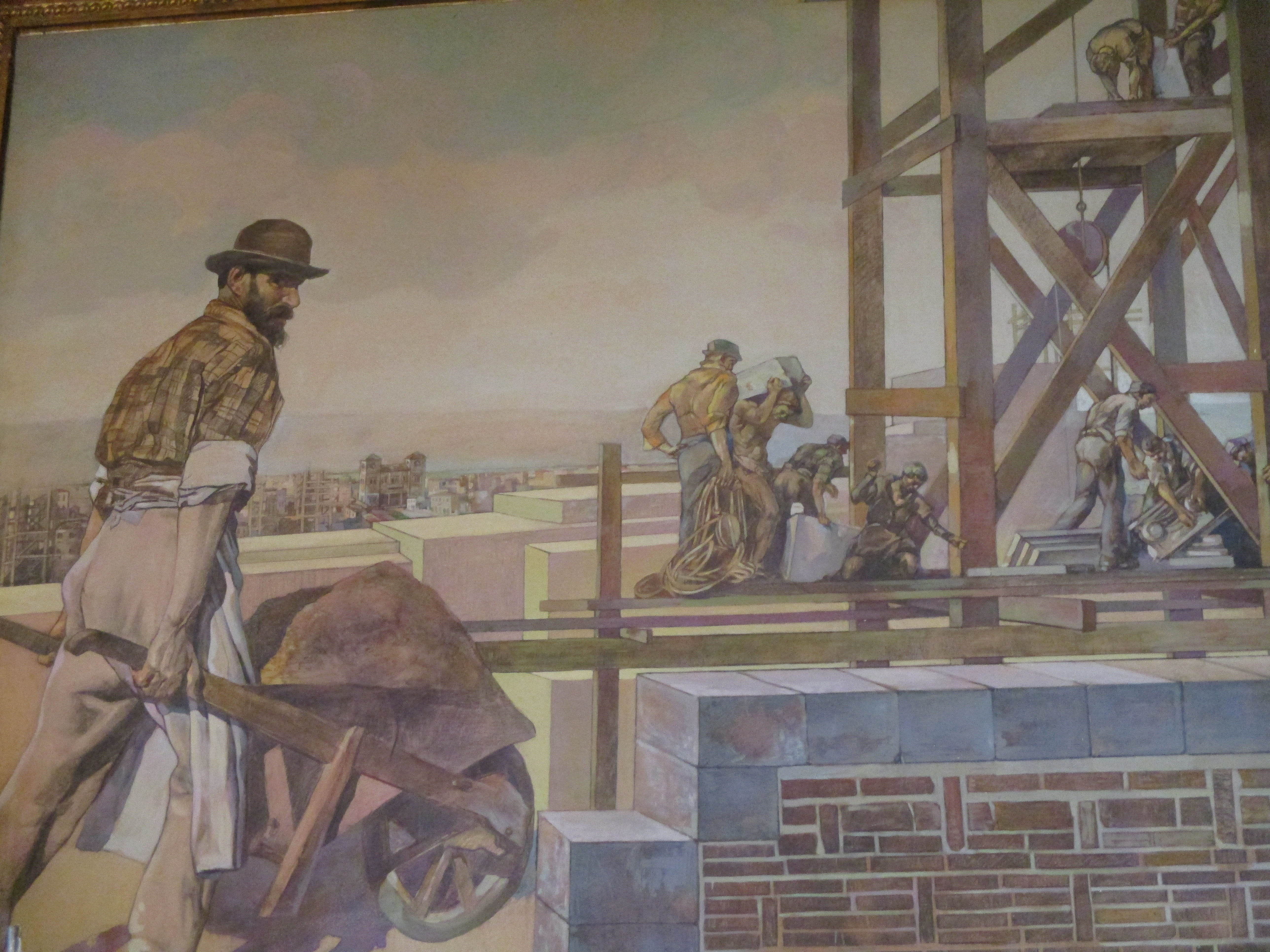
Pittura murale che raffigura la ricostruzione di Avezzano dopo il sisma del 1915

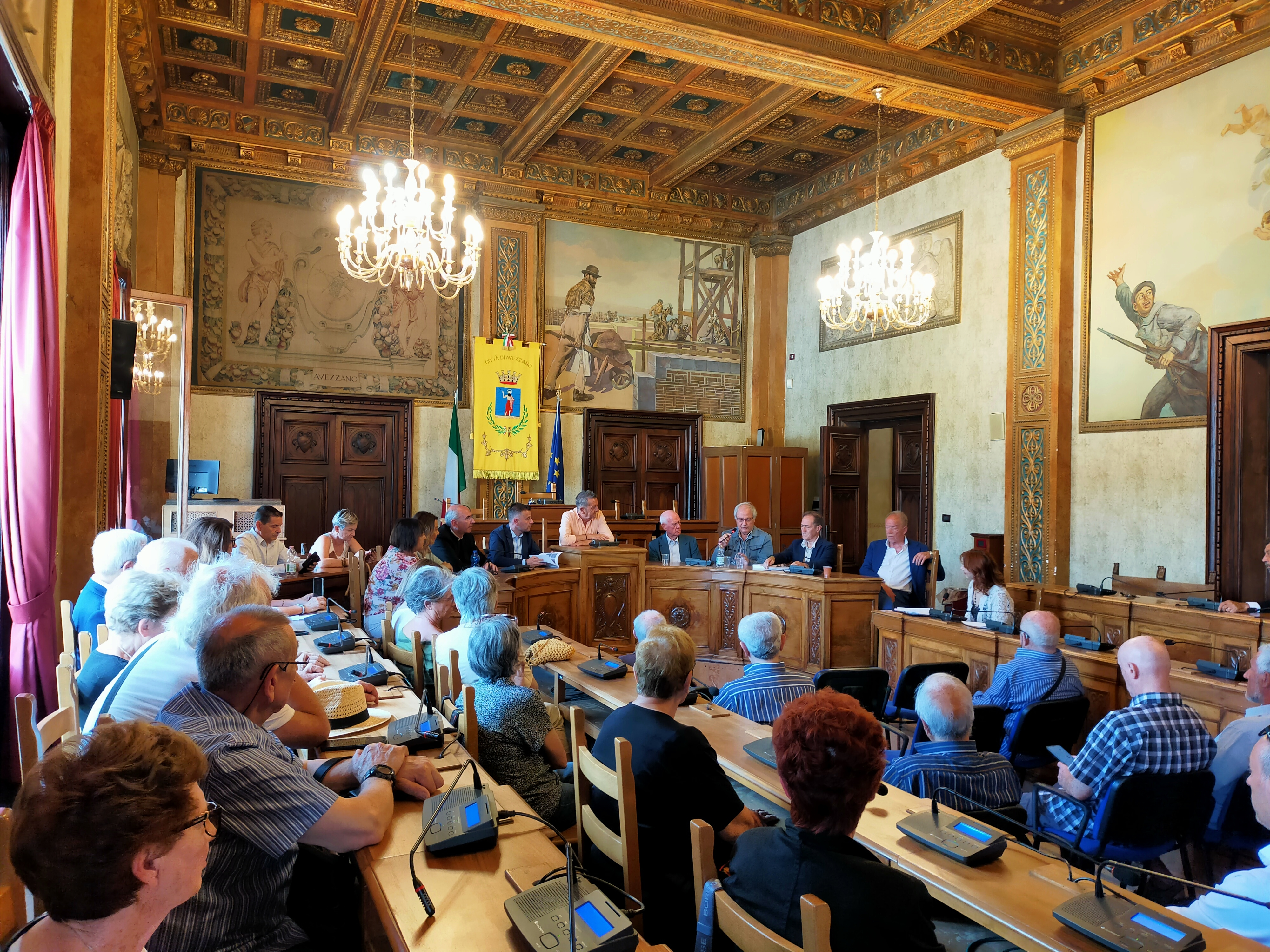
La sala consiliare

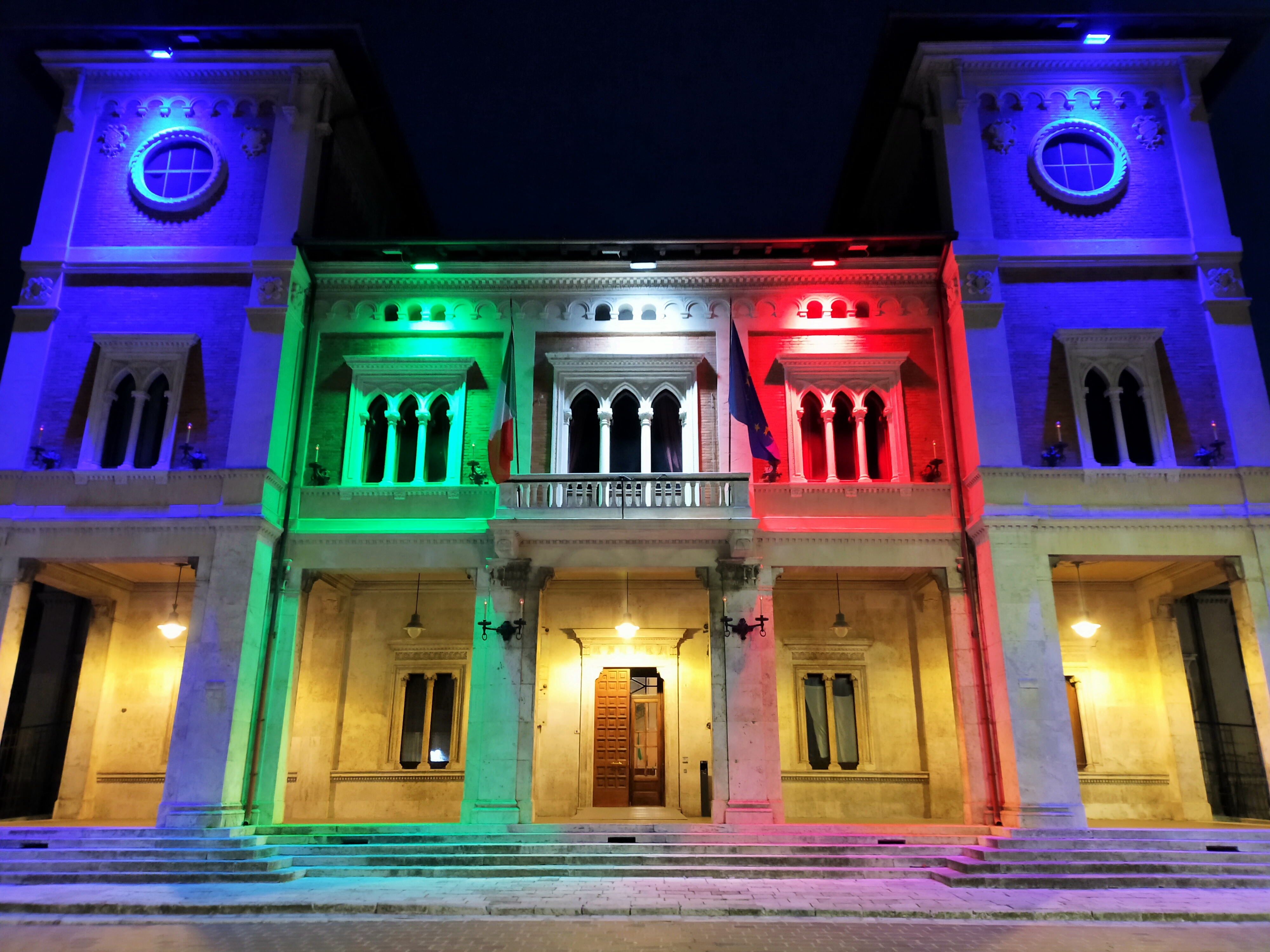
Il palazzo municipale illuminato in occasione dell'anniversario dell'Unità d'Italia

Il primo progetto della nuova casa municipale risale al 1917; bloccato dagli eventi bellici del periodo, fu ripreso e rivisto nel 1920 dall'ingegnere Sebastiano Bultrini, autore di diversi progetti architettonici della nuova città, già incaricato prima del sisma di predisporre la sala comunale nel palazzo Mattei-Minicucci. Stilisticamente il palazzo, con una pianta ad "L" su due piani, si presenta come una residenza toscana del quattrocento in stile neogotico, caratterizzato da elementi architettonici neomedievali, zoccolatura in marmo bianco di Verona e una facciata, con rivestimento in mattoncini di colore rosso, affiancata da due altane simmetriche con finestre circolari sulla parte superiore e bifore su quella inferiore. Le tre finestre trifore sono posizionate sul corpo centrale dotato di un balcone. La facciata veniva originariamente illuminata tramite candelieri e candelabri; dal 2024 questi elementi sono stati ripristinati e dotati di un sistema elettrico.
Nelle nicchie frontali delle due altane sono stati collocati nel 2025 gli orologi circolari, di oltre un metro e mezzo di diametro, realizzati dalla ditta genovese di Roberto Trebino.
Sul tetto venne installata nel 1936 la sirena che durante la seconda guerra mondiale, una volta azionata, avvertiva la popolazione degli imminenti raid aerei. Ancora funzionante, suona giornalmente per pochi secondi a indicare il mezzogiorno.
Il piano terra è caratterizzato da un porticato su pilastri in cui l'8 febbraio 1931, in occasione dell'inaugurazione del monumento ai caduti per la Patria di piazza Risorgimento (successivamente ricollocato in piazza Torlonia), fu installata una lapide commemorativa, opera dell'architetto Luigi Gallo, in ricordo di Nazario Sauro, patriota, militare ed esponente dell'irredentismo italiano, che soccorse con immediatezza la popolazione colpita dal sisma del 1915. Al lato sinistro del portone è posta una targa in marmo che riporta la motivazione della concessione della medaglia d'argento al valor civile conferita il 31 dicembre 1961. La cerimonia di consegna avvenne il 26 agosto del 1962 alla presenza del ministro dell'interno Paolo Emilio Taviani.
Le pitture dell'aula consiliare, realizzate da Ciro Mantegna sui bozzetti di Ferdinando Stracuzzi, raffigurano i lavori per la bonifica dell'area fucense e la ricostruzione della città dopo il 1915. L'addobbo in legno e il soffitto cassettonato ligneo sono opera dell'artigiano Antonio Quinzi.
Alcuni piattini raffiguranti i 10 stemmi ufficiali del comune, realizzati da Carlo Albani di San Marino, sono esposti nella sala delle conferenze, intitolata nel 2017 al dirigente comunale Franco De Nicola. Nelle adiacenze del palazzo municipale di Avezzano l'ingegnere Loreto Orlandi, dirigente del genio civile, rinvenne negli anni settanta alcuni ruderi di fondamenta appartenenti ad un'antica costruzione di epoca normanna. 
Il giardino romantico, in cui sono posizionati due sarcofagi in pietra calcarea provenienti dal sito del vecchio cimitero di Santa Maria in Vico, circonda posteriormente il palazzo, che è affiancato da un edificio in cui sono ospitati gli uffici tecnici dell'ente.